# Kazimierz Hertel
Kazimierz Franciszek Hertel (ur. 7 sierpnia 1883 w Radomiu, zm. 13 stycznia 1951 w Warszawie) – pułkownik saperów inżynier Wojska Polskiego.

## Życiorys
W 1919 roku służył w kompanii inżynieryjnej 4 Dywizji Strzelców Polskich.
W 1921 roku pełnił służbę w Departamencie II Ministerstwa Spraw Wojskowych, a jego oddziałem macierzystym był 2 pułk kolejowy.
3 maja 1922 roku został zweryfikowany w stopniu pułkownika ze starszeństwem z dniem 1 czerwca 1919 roku i 6. lokatą w korpusie oficerów kolejowych. 7 października 1922 roku został przeniesiony z korpusu oficerów kolejowych (2 pułk kolejowy) do korpusu oficerów inżynierii i saperów z lokatą 4.1. i z równoczesnym wcieleniem do 1 pułku saperów.
W maju 1923 został przydzielony z Departamentu V MSWojsk. do Głównego Zakładu Inżynierii i Saperów na stanowisko kierownika, pozostając oficerem nadetatowym 1 psap. Z dniem 15 listopada 1925 roku został przeniesiony służbowo na Kurs Fortyfikacyjny przy Oficerskiej Szkole Inżynierii w Warszawie. 25 października 1926 roku został przydzielony do Szefostwa Saperów Okręgu Korpusu Nr VIII w Toruniu na stanowisko szefa. 26 kwietnia 1928 roku został przydzielony z 8 Okręgowego Szefostwa Saperów do 6 Okręgowego Szefostwa Budownictwa we Lwowie na stanowisko szefa. 12 marca 1929 roku został zwolniony z zajmowanego stanowiska i pozostawiony bez przynależności służbowej z równoczesnym oddaniem do dyspozycji dowódcy Okręgu Korpusu Nr VI we Lwowie. Z dniem 31 sierpnia 1929 roku został przeniesiony w stan spoczynku. W 1934 roku pozostawał w ewidencji Powiatowej Komendy Uzupełnień Wilno Miasto. Posiadał przydział do Oficerskiej Kadry Okręgowej Nr III. Był wówczas „przewidziany do użycia w czasie wojny”.
Od 11 września 1939 roku był dowódcą saperów w Dowództwie Obrony Warszawy.

## Odznaczenia
- Krzyż Niepodległości z Mieczami (13 kwietnia 1931)[14],
- Krzyż Walecznych (dwukrotnie) „za czyny męstwa i odwagi wykazane w bojach toczonych w latach 1918–1921”,
- Złoty Krzyż Zasługi (20 grudnia 1946)[15].